# Соломко, Александр Григорьевич
Александр Григорьевич Соломко (19 августа 1926, Абанский район, Красноярский край — 16 января 2016) — советский спортсмен, специализировавшийся на лёгкой атлетике и лыжных гонках. Мастер спорта СССР (лёгкая атлетика).
Член московского общества «Динамо» с 1943 года. Дважды становился бронзовым призёром чемпионата СССР по лёгкой атлетике в беге на 1500 метров (1950, 1951). Участник Всемирного фестиваля молодёжи и студентов 1951 года в Берлине.
Являлся судьей I категории. Награждён знаком «Почётный динамовец».
Осенью 1943 года во время Великой Отечественной войны, по достижении 18-летнего возраста, был призван в РККА. Службу проходил в Кремлёвском полку, охранявшем Верховного главнокомандующего Иосифа Сталина и членов советского правительства. Участвовал в Параде Победы 1945 года в Москве.
Награждён медалью «За победу над Германией в Великой Отечественной войне 1941—1945 гг.».
Вырос в селе Орловка Абанского района Красноярского района.